# Шварц, Дмитрий Петрович
Дмитрий Петрович Шварц (24 сентября (6 октября) 1899, Ладыжин — 21 июня 1961, Москва) — советский скульптор и педагог. Представитель академического реализма. Заслуженный деятель искусств РСФСР (1958). Лауреат Сталинской премии первой степени (1950).

## Биография
Дмитрий Шварц родился в 24 сентября (6 октября) 1899 в Ладыжине (ныне Винницкая область, Украина). Юность провёл в Ташкенте. В 1915 году, будучи учеником седьмого класса городской гимназии, познакомился с венгерским скульптором Карой Дано. Тот оказался в Ташкенте случайно, в качестве военнопленного, и занимался оформлением строящегося собора Святейшего Сердца Иисуса. Дмитрий Шварц вспоминал:
Стройка высокого готического здания подходила к концу. Вид был очень живописный. Я отправился поглядеть на стройку. Вошел — и попал сразу в какой-то особый мир. Барельефы на стенах, строгие фигуры из серого цемента — наполняли здание, смотрели на меня из ниш, с поворотов лестниц, отовсюду… Они были внизу, наверху, поднимались в несколько ярусов… Ничего похожего я никогда в жизни не видел.
Карой Дано стал обучать Дмитрия Шварца скульптуре. Уроки продолжались до 1917 года, когда Дано вернулся в Венгрию.
В 1918—1922 годах Дмитрий Шварц учился в Ташкентской художественной школе, занимался преимущественно живописью. В 1922—1929 годах Шварц учился на скульптурном факультете московского Вхутеина, где его преподавателями были И. С. Ефимов и И. М. Чайков. Выпускной работой стала композиция «1905 год». После окончания института жил и работал в Москве.
О своей учёбе он вспоминал:
Учился я во Вхутеине долго, но так и не выучился там тому, без чего невозможно стать художником. Постановка и методы обучения в те годы коренным образом отличались от нынешних. Так, например, мы, будущие скульпторы, вовсе не изучали анатомию человеческого тела. Нас не знакомили с историей скульптуры, с творчеством великих мастеров. Счастьем для нас было, что мы учились в Москве, с её музеями, выставками. Было чему учиться вне стен Вхутеина.
Во время учёбы Дмитрий Шварц часто посещал Музей изобразительных искусств. Периодически ездил в Ленинград, где много времени проводил в Эрмитаже. Его вдохновляло искусство готики, ренессанса, римский портрет. Он познакомился с работами Шубина, Мартоса, Родена. Большое впечатление на него произвели работы греческих скульпторов — Фидия, Мирона, Поликлета.
Увлечение классической скульптурой во многом определило характер и выбор сюжетов в творчестве Дмитрия Шварца. Одним из ранних его произведений стала скульптура «Дискобол» (1934). Мотив этой работы был позднее повторён в небольшой статуэтке (1939), а также в исполненных незадолго до войны «Дискометателе» и «Дискометательнице» (1940). Ещё одна большая статуя дискобола была выполнена им в 1946 году. Первому «Дискоболу», по утверждению искусствоведа Марка Неймана, «не хватало непосредственного восприятия жизни, чувства современности».
Во второй половине 1930-х годов Дмитрий Шварц занимался поисками новых сюжетов и новой современной темы. В тот период перед советскими скульпторами стояла задача создания большого монументального образа
Первой монументальной работой Шварца стали выполненные в 1930 году рельефы для фасада глазного корпуса Тульской городской больницы № 2 (совместно со скульпторами Л. А. Кардашовым, М. Ф. Листопадом, З. Р. Либерманом, А. И. Тенетой; архитектор К. Н. Яковлев). Эту работу Марк Нейман называл «слишком отвлечённой и примитивной».
В 1935 году Дмитрий Шварц году выполнил скульптурную группу у входа на стадион «Электрик» (ныне «РЖД Арена»). В состав этой группы входили «Копьеносец», «Дискометатель» и «Волейболистка». Основным недостатком этой группы является то, что фигуры ничем не объединены и существуют каждая по отдельности. По сравнению с первым дискоболом эти скульптуры более приближены к современной жизни, но в то же время заметно подражание официальной академической скульптуре 1890—1900-х годов.
В 1935 году он выполнил скульптуру парашютистки, копии которой стояли у парашютной вышки в парке Горького и у портала Тушинского тоннеля. Парной к «Парашютистке» была скульптура «Лётчик» («Пилот»), стоявшая с противоположной стороны Тушинского тоннеля. Про эти скульптуры Дмитрий Шварц писал:
В фигуре «Парашютистка» я хотел выразить смелость передовой женщины, в движении и содержании которой я избежал натуралистической трактовки, фиксации одного какого-либо момента, а стремился выразить обобщенность взятой мною темы связанной с ощущением радости и легкости воздушных волн. Трудно было преодолеть невыгодный для скульптуры парашютный мужской комбинезон, в котором не терялась бы пластика женского тела. … В образе пилота я ставил себе основной задачей подчеркнуть внутреннюю уравновешенность, волю, выдержку и мужественность в преодолении воздушных пространств.
Марк Нейман называл выполненную в академической манере «Парашютистку» стоящей на грани «слащавой салонной пластики».
Когда во второй половине 1930-х увлечение скульптора античностью пошло на спад, он стал ощущать некоторое разочарование своими ранними работами:
В моих произведениях не хватало конкретного содержания, характера. Они были довольно отвлечёнными, а меня всё время тянул к себе и интересовал образ современного человека с его характерными чертами, с его богатым внутренним миром.
В выполненной в 1936 году скульптуре шахтёра для фасада Горного института образ современного человека уже намечался. Однако как элемент декора здания скульптура, как и стоявшие рядом с ней, мало отвечала своему назначению. Установленные на портале здания фигуры казались слишком мелкими и не гармонировали с архитектурой.
В выполненной в 1937 году для шлюза № 8 Канала имени Москвы скульптуры строительницы индивидуальный характер ощущается меньше, на первый план выходят моменты отвлечённой идеализации.
В 1940 году Дмитрий Шварц исполнил скульптурную группу «Семья» для дома 4 по Тверской улице. Скульптор изобразил мужчину с ребёнком на руках и стоящую рядом молодую женщину. Скульптурная группа отчасти имеет связь с архитектурой: композиция подчёркнуто вертикальна, благодаря чему она служит как бы продолжением ризалита, на котором установлена. Однако она никак не согласована с горизонтальными линиями фасада.
Стремясь создавать приближенные к жизни произведения, Дмитрий Шварц выполнил в 1939 году статую Марии Демченко для ВСХВ. Автор писал о работе над этой скульптурой:
Я искал воздействия на зрителя путём передачи движения в фигуре, как бы отражающего стремление знатной пятисотнины к новым успехам и победам. Избранный мной вариант казался наиболее действенным, поскольку он давал открытую идущую фигуру, стремящуюся вперёд.
Мотив скульптуры Марии Демченко отчасти позаимствован из более ранней даботы Шварца «Колхозница с крынкой» (1937).
С начала 1930-х годов появляются портретные произведения Дмитрия Шварца. Его задача не сводилась лишь к воспроизведению внешнего сходства. В портретах скульптору удавалось передать характер, раскрыть внутренний мир человека. Однако на первом этапе в работе над композициями портретов сказывались недостатки мастерства: проявлялось некоторое однообразие и неразвитость формы.
Наиболее ярко талант Дмитрия Шварца как портретиста раскрылся в годы Великой Отечественной войны. Над военными портретами он начал работать в 1942 году, когда посетил один из аэродромов. Скульптор вспоминал:
Необыкновенная это была работа, Герои Советского Союза отдавали для позирования короткие часы отдыха между боевыми вылетами. Работая над портретом одного, я с тревогой ожидал возвращения других, которые в эти минуты бились на жизнь и смерть…
Работая над портретами лётчиков, он в каждом
Член АХРР (с 1929) и РАПХ.
С 1948 года преподавал в МГАХИ имени В. И. Сурикова, заведовал кафедрой скульптуры. Профессор (1957). Член-корреспондент АХ СССР (1958).
Умер 21 июня 1961 года. Похоронен в Москве на Новодевичьем кладбище (участок № 8).

## Работы
- Памятник В. И. Ленину в Костроме (бетон, 1928, в соавторстве)[21]
- Портрет сына (бронза, 1933, ГТГ)[20]
- Портрет рабочего (1937)[22]
- Голова горняка (гипс, 1939, ГТГ)[20]
- Портрет памятника В. И. Чапаеву (1939)[18]
- Женская фигура со знаменем. Эскиз для памятника (1940)[19]
- Бюст Героя Советского Союза И. К. Боева (1943)[23]
- Бюст дважды Героя Советского Союза лётчика В. М. Голубева (бронза, 1944, Московский парк Победы, Санкт-Петербург)[20][24]
- Бюст Героя Советского Союза Л. М. Павличенко (1945)[23]
- Бюст дважды Героя Советского Союза лётчика М. З. Бондаренко (1947)[25][26]
- Портрет поэта С. М. Городецкого (гипс, 1946, ГРМ)[20]
- Портрет Героя Социалистического Труда К. А. Борина (дерево, 1947, ГТГ)[20]
- Портрет академика М. А. Бутлерова (бронза, 1954, МГУ)[20]
- Портрет академика И. А. Каблукова (бронза, 1954, МГУ)[20]
- Памятник В. И. Ленину в Поронине, Польша (бронза, гранит, открыт в 1950)[20][21]
- Памятник В. И. Ленину в Охе (бронза, 1950)[21]
- Памятник В. И. Ленину в Александровске-на-Сахалине (бронза, 1954)[21]

## Награды и премии
- Заслуженный деятель искусств РСФСР (1958)
- Сталинская премия первой степени (1950) — за участие в создании барельефов «В. И. Ленин и И. В. Сталин — основатели и руководители Советского государства»[27]